# Église Saint-Martin de Sillegny
Pour les articles homonymes, voir église Saint-Martin et Sixtine.
L’église Saint-Martin de Sillegny est l'église paroissiale de la commune de Sillegny en Moselle. L'édifice est également appelé la petite sixtine lorraine ou la sixtine de la Seille parce que l'intégralité de l'édifice est recouvert de fresques des XVe et XVIe siècles.

## Historique
Cette église, de style gothique fut édifiée au XVe siècle. Elle possède une tour massive et fortifiée plus ancienne qui servait à protéger les habitants dans les temps troublés.
Une seconde campagne de transformation, à la charnière des XVe et XVIe siècles, permit l’érection du chœur, de la première sacristie et du transept, cependant qu’était donnée à Saint-Martin sa première parure de vitraux. Le XIXe siècle vit le remplacement des verrières anciennes du chœur par des compositions dues au talent de Laurent-Charles Maréchal, élève messin de Delacroix et la reconstruction de la tour du clocher, rasé au XVIe siècle, cependant qu’une décision malencontreuse des édiles, détruisant la symétrie du transept par l’amputation de son bras sud.

## Les fresques
Ce qui fait la richesse de l'édifice, ce sont les fresques recouvrant une grande partie des murs intérieurs. Ces fresques représentent des scènes religieuses, des saints et des saintes. Ces fresques anonymes sont datées du second quart du XVIe siècle. La tradition raconte qu'en 1540, à la demande du curé du village, un peintre italien ambulant décora l'église de peintures tirées de l'évangile et de la Bible. Aujourd'hui, plusieurs hypothèses circulent toujours sur l'identité des artistes, auteurs de ces dessins travaillés à l'œuf et à la colle. La réalisation est parfois attribuée à des peintres envoyés par les sœurs du cloître Sainte-Marie-aux-Nonnains de Metz. Dans le presbytère de la Sixtine de la Seille est représenté le saint patron des empereurs romains, Saint Césaire, diacre et martyr.
Passées de mode selon certains, elles furent recouvertes de badigeon vers la fin du XVIIIe siècle, voire au début du XIXe siècle. En 1845, leur redécouverte donna lieu à une première restauration par l'artiste messin Malardot, restauration qui dura vingt ans.
Cette église et l'intégralité des fresques font l’objet d’un classement au titre des monuments historiques depuis le 9 mai 1881.

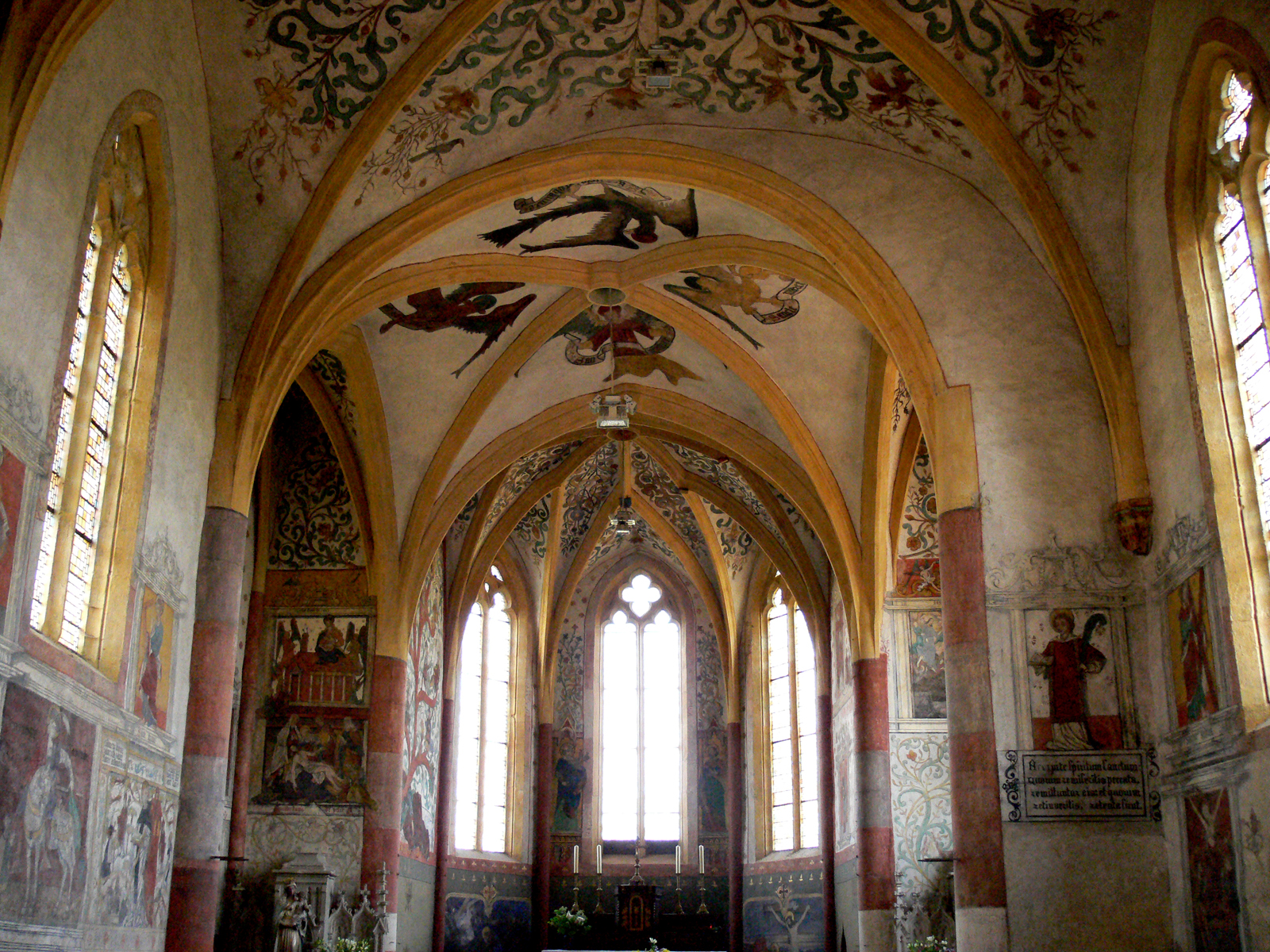
Chœur de l'église.
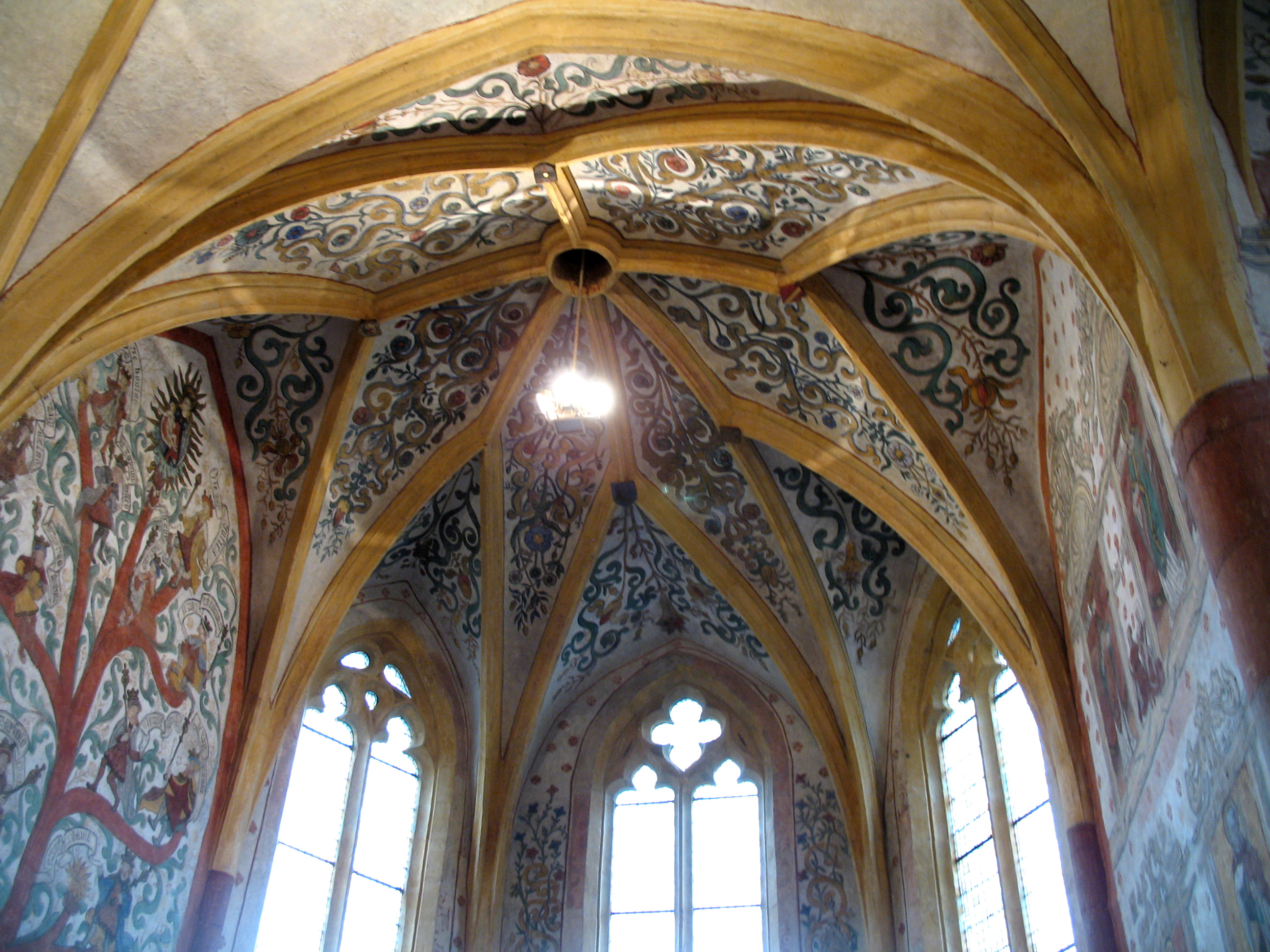
Plafond du chœur.
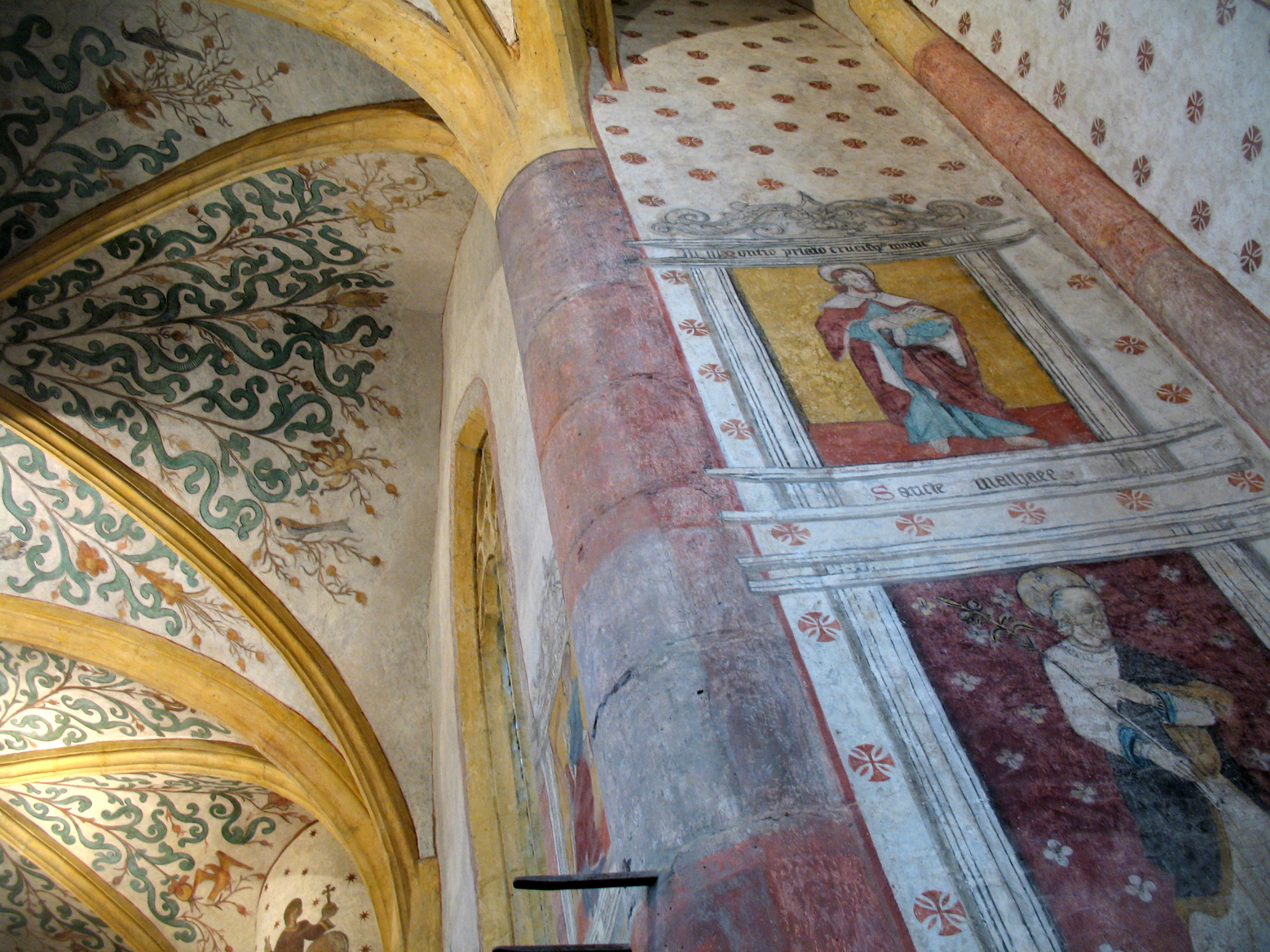

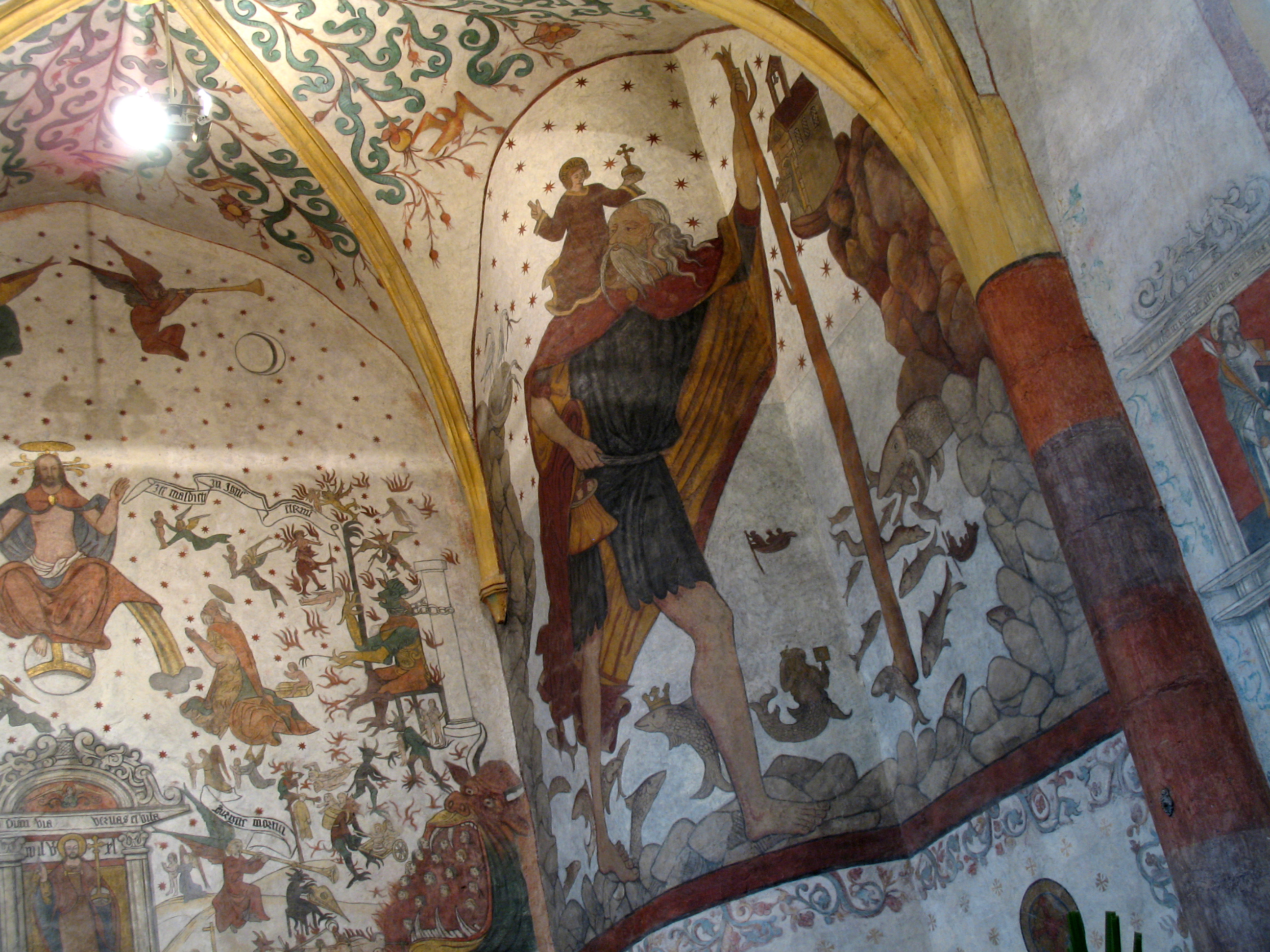
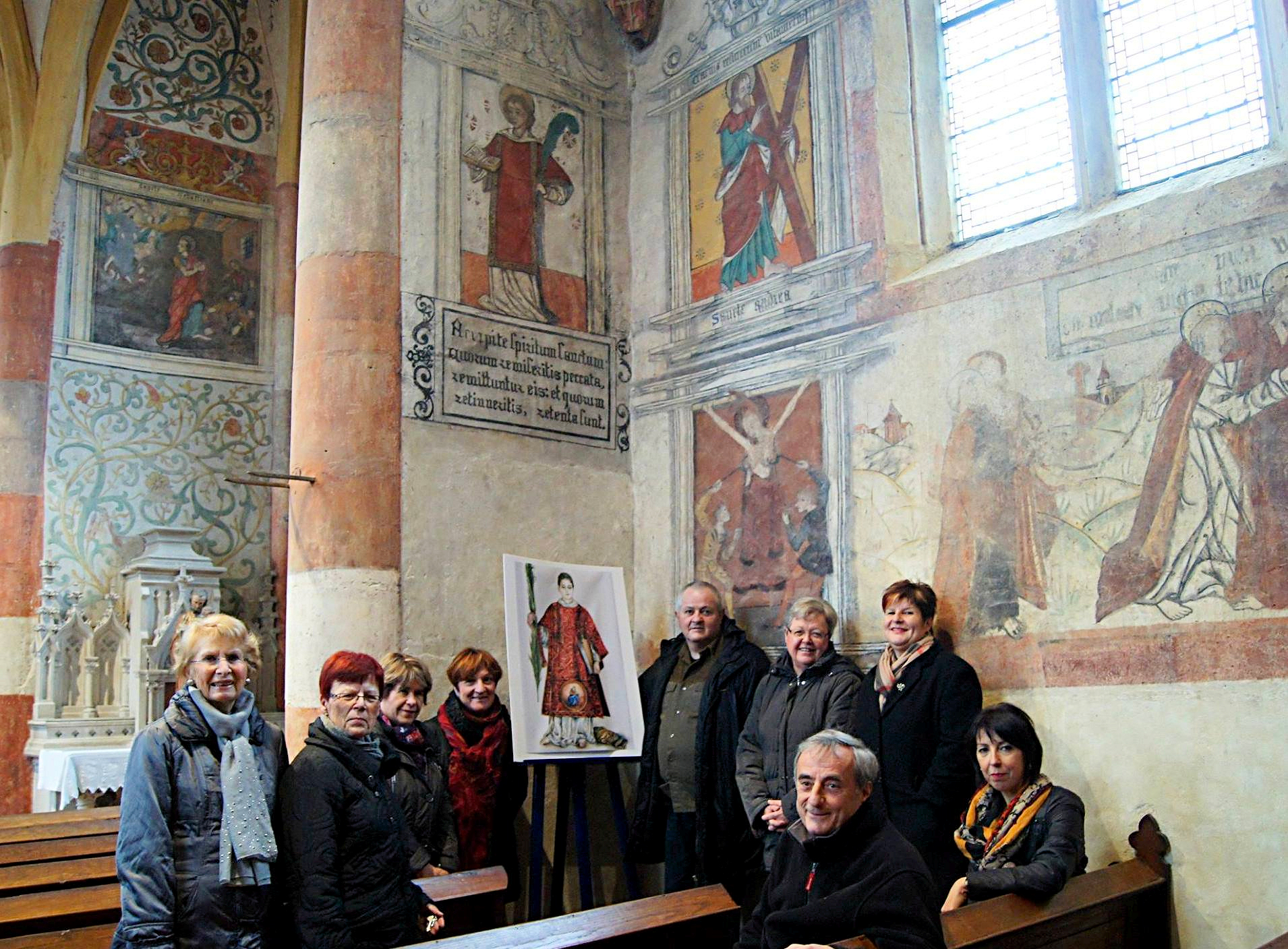
Fresque St Césaire diacre (XV secolo).
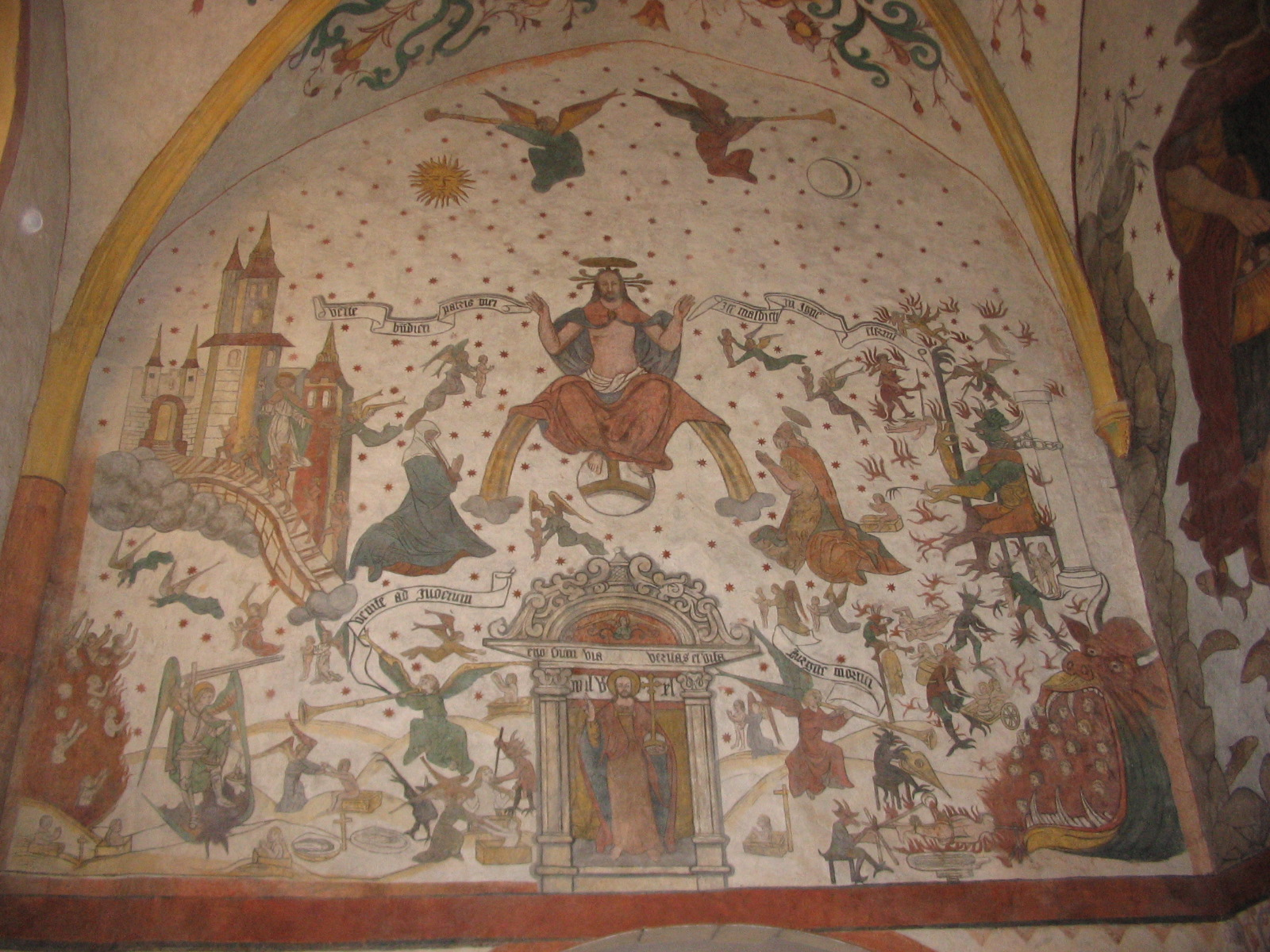
Fresque du Jugement dernier.

### Fresque duJugement dernier
En 1944, l'église Saint-Martin n'échappa pas aux bombardements américains. Le clocher fut détruit et la peinture du Jugement dernier détériorée. Sa restauration débuta un an plus tard et se termina en 1963. Pour lutter contre l'usure du temps, des travaux de restauration ont été entrepris de 2002 à 2004.